# Caterina Bueno
Caterina Bueno (Fiesole, 2 aprile 1943 – Firenze, 16 luglio 2007) è stata un'etnomusicologa e cantante italiana.
Il suo lavoro di ricercatrice ha avuto una notevole importanza dal punto di vista culturale, consentendo di recuperare molte canzoni popolari toscane e dell'Italia centrale, tramandate oralmente fino al ventesimo secolo.

## Biografia
Caterina nasce a San Domenico di Fiesole da padre spagnolo, il pittore Xavier Bueno, e madre svizzera, la scrittrice Julia Chamorel, e conserva la nazionalità spagnola fino all'età di ventun anni. Dopo aver imparato a suonare da autodidatta la chitarra, nei primissimi anni sessanta effettua, sul mercatale di Prato, la sua prima registrazione sul campo (field recording) del poeta estemporaneo Mario Andreini. Dopo questo "battesimo", Caterina inizia la sua attività di ricerca che la porterà a raccogliere e a registrare centinaia di canti popolari toscani. Entra quindi in contatto con l'Istituto Ernesto De Martino di Milano e successivamente entra a far parte del Nuovo Canzoniere Italiano. Le sue prime esperienze teatrali sono, assieme a Massimo Castri e Roberto Vezzosi, le "pionieristiche" attività del teatro della Società di Mutuo Soccorso "Andrea del Sarto" di Firenze, col gruppo Nuova Resistenza diretto da Nino Filastò.
Nel 1963, sempre all'"Andrea del Sarto" col gruppo Nuova Resistenza, con Giorgio Naddi e Roberto vezzosi, mette in scena Sottostoria d'Italia, un mélange di canzoni e di brani teatrali accompagnati da notizie ricavate dai giornali, dall'unità d'Italia fino a De Gasperi. Fino al 1964, lo spettacolo ha 10 rappresentazioni con un totale di circa 5000 spettatori. Parte del materiale dello spettacolo verrà poi utilizzato nello spettacolo Bella Ciao. Nel 1964, col Nuovo Canzoniere Italiano, partecipa allo spettacolo Bella Ciao (curato da Roberto Leydi, Michele Straniero e Franco Fortini con la regia di Filippo Crivelli) che va in scena dal 21 al 29 giugno al settimo Festival dei Due Mondi di Spoleto. In quell'occasione Caterina esegue anche il canto per cui è maggiormente rammentata: Tutti mi dicon Maremma Maremma (Maremma amara), nella versione da lei raccolta sulla montagna pistoiese. Questo canto, in seguito riproposto da molti cantanti fra cui Gabriella Ferri con Luisa De Santis (1965), I Gufi (1967), Nada (1972), Amália Rodrigues (1973), Orietta Berti (1973), Riccardo Marasco (1974), Maria Carta (1976), Chicho Sánchez Ferlosio con Rosa Jimenez (1981) e non ultima Gianna Nannini (1993), accompagnerà Caterina per tutta la vita. Nello stesso anno pubblica il suo primo disco La brunettina - Canzoni, rispetti e stornelli toscani per l'etichetta I dischi del sole.
Nel 1965 è tra coloro che fondano il Cabaret 65, primo (e finora unico) cabaret a Firenze, dove vengono rappresentati, con scene dipinte da Xavier Bueno, Il Capitale di Julia Chamorel ed episodi dal Diario minimo di Umberto Eco, e dove si esibiscono numerosi artisti, tra i quali Riccardo Marasco, Mario Galasso e I Gufi. Nello stesso anno partecipa al Folk Festival 1, che si tiene a Torino dal 3 al 5 settembre. Nel 1966 effettua una tournée in Canada, assieme ad altri esponenti folk come Gabriella Ferri, Otello Profazio e Lino Toffolo in uno spettacolo teatrale che ha la regia di Aldo Trionfo. Lo stesso anno partecipa (con Rosa Balistreri, Paolo Ciarchi, Franco Coggiola, Giovanna Daffini, Ivan Della Mea, Silvia Malagugini, Giovanna Marini, Cati Mattea, il Gruppo Padano di Piadena e il Coro del Galletto di Gallura) allo spettacolo Ci ragiono e canto (curato da Cesare Bermani e Franco Coggiola con la regia di Dario Fo). Nel 1967 Caterina è il soggetto di un documentario di 11' dal titolo Caterina raccattacanzoni per la regia di Luciano Michetti Ricci e Francesco Bolzoni prodotto da Toni De Gregorio.
Nel 1968 pubblica il suo primo LP La veglia. L'album racchiude tra l'altro il rispetto toscano E cinquecento catenelle d'oro (che verrà in seguito citato da Roberto Vecchioni nell'album Montecristo e da Francesco De Gregori nella canzone Caterina). Lo stesso anno scrive (con la complicità del padre Xavier) e canta la canzone La NATO non è un fiore in appoggio alla omonima campagna del PCI. Salvo smentite questa è l'unica canzone scritta e cantata da Caterina Bueno. Nel mese di luglio partecipa alla seconda edizione del Festival Internazionale della canzone folk che si tiene a Salerno. All'interno della selezione della rassegna presentata da Armando Francioli e Minnie Minoprio andata in onda il 2 settembre alle 22 sul secondo canale della Rai, Caterina canta Maremma Amara. Il 24 dicembre, assieme ad Otello Profazio, partecipa al programma per i ragazzi della rete nazionale Rai Canzoni sotto l'albero. Nel 1969 partecipa allo spettacolo Ci ragiono e canto n.2 con la regia di Dario Fo. Durante uno spettacolo al Folkstudio di Roma conosce Francesco De Gregori, all'epoca giovane cantautore, e lo scrittura insieme ad Antonio De Rose per la tournée del 1971. Nel 1971 partecipa, accompagnata da Antonio De Rose, alla trasmissione del secondo programma radiofonico della Rai Studio aperto. Il 10 ottobre prende parte alla trasmissione del terzo programma radiofonico Rai Club d'ascolto Nuovo Radioteatri Italiano - Inizio del suono e del fuoco parabola radiofonica ciclica di Giuliano Scabia. Il programma verrà replicato il 26 settembre 1975 dalla terza rete radiofonica Rai.
Nel 1972, il 3 marzo, la trasmissione del programma nazionale della Rai Vita in casa manda in onda il servizio 100 anni insieme all'interno del quale, a commento della parte del servizio dedicata all'emigrazione di massa, Caterina canta Italia bella mostrati gentile. Nello stesso anno partecipa (con Otello Profazio, Matteo Salvatore, Adriana Doriani, Graziella di prospero e il Duo di Piadena) all'inchiesta di Alessandro Blasetti Storie della emigrazione, programma in cinque puntate andate in onda sul programma nazionale Rai il giovedì alle 21 dal 18 maggio al 15 giugno. Lo stesso anno partecipa al numero speciale della trasmissione Adesso musica intitolato Alla ricerca della canzone folk andato in onda il 17 dicembre sul secondo canale Rai. Nel 1973 firma un contratto con la Fonit Cetra, pubblicando i suoi dischi nella serie Folk, curata da Giancarlo Governi; nel frattempo si esibisce in Francia, Svizzera e Germania. Il 14 maggio partecipa, con Italia Ranaldi e Sandra Mantovani, alla trasmissione del programma nazionale Rai Ore 13 A cavallo tra il 1973 e il 1974, assieme Sandra Mantovani, Cristina Pederiva e Bruno Pianta, come gruppo dell’Almanacco Popolare, e assieme a Peggy Seeger, Ewan MacColl, John Faulkner, Sandra Kerr, Jack Warshaw e Terry Yarnell, il London Critics Group, partecipa alle quattro puntate, mandate in onda dalla TV Svizzera nei giorni 24 dicembre 1973 e 1-8-15 gennaio 1974, della trasmissione Musica Popolare a cura di Roberto Leydi all’interno dei Colloqui culturali del lunedì della Enciclopedia TV.
Nel 1974 Ugo Gregoretti gira una serie di caroselli per la Coop, con interpreti lui stesso e il figlio Gianlorenzo, intitolata I canti del lavoro. Per realizzarli utilizza le incisioni de I Dischi del Sole. Il primo episodio lo dedica a Maremma amara cantata da Caterina Bueno. Lo stesso anno partecipa alla trasmissione Canti di casa nostra nelle puntate che prevedono cinque canti folkloristi siciliani e cinque toscani del 20 gennaio sul terzo canale radio Rai, ritrasmessa in replica fino al 1977 sul IV canale Rai di filodiffusione. Nel 1976 è ospite della trasmissione condotta da Otello Profazio Quando la gente canta nella puntata intitolata La Toscana di Caterina trasmessa il 2 maggio da Rai Radio 1, è ospite insieme a Sergio Centi nella terza delle cinque puntate della trasmissione Canti popolari italiani di Giancarlo Guardabassi mandata in onda il 13 agosto dalla Rete 1 della Rai (l'attuale Rai 1) e alla trasmissione televisiva in 8 puntate Italia bella mostrati gentile, trasmessa dal 2 novembre al 28 dicembre dalla Rete 2 della Rai (l'attuale Rai 2). Nel settembre del 1976, nell'ambito dei concerti della Festa Nazionale de l'Unità di Firenze, conosce e inizia una collaborazione col trio provenzale Mont-Joia.
Nel 1977 durante un'intervista radiofonica sulla Maremma trasmessa dalla Rai, Caterina dà in diretta la notizia che a Montalto di Castro, nella Maremma laziale, si sarebbe tenuta Festa della vita, una manifestazione pacifica contraria alla costituenda centrale termonucleare di Montalto di Castro. Questo episodio le vale un mai dichiarato ma ferreo ostracismo da parte della Rai (e oltre) che perdurerà fino alla metà degli anni 2000.
Da quel momento la sua attività di cantante riesce a proseguire all'estero, soprattutto in Svizzera e in Francia, e in Italia soltanto grazie ad ARCI, case del popolo e ad altri circuiti alternativi o underground, accompagnata da valenti musicisti di formazione sia popolare che classica, spesso da lei scoperti e promossi, quali Alberto Balia, Enrico Frongia, Riccardo Tesi, Daniele Andriola, Catinka Cassola, Flavio Cucchi, Pietro Vismara, Franco Pacini, Luciano Francisci, Rebecca Eisenhut, Andrea Degl'Innocenti, Maurizio Geri, Mimmo Epifani, Jamie Marie Lazzara e Valentino Santagàti. Nel 1977, con Ed ora: il ballo, Caterina assieme ad Alberto Balia, Aldo Nichil, Francesco Giannattasio e Pietro Vismara, segue Jan-Mari Carlotti nella sua video inchiesta in Toscana e Sardegna e partecipa ai Rescòntres de la Mar che, all'interno dei 2èmes rencontres musicales méditerranéennes, si svolgono a Fontblanche dal 15 al 22 luglio e a Marsiglia al 25 al 31 luglio. Nel 1977 partecipa, assieme al duo Gangi-Cigliano, Maria Carta, il Gruppo Emiliano di Musica Popolare, Concetta Barra, i suonatori della Valle del Savena, i Tarantolati di Tricarico e il Canzoniere internazionale, ad una festa itinerante che si svolge, dal 9 al 25 agosto, in 8 dell 9 circoscrizioni di San Marino. Sempre nel 1977 all'interno del libro Firenze Top (100 fiorentini che contano) un capitolo ed una caricatura sono dedicati a Caterina, a sue padre Xavier e a suo zio Antonio.
Nel 1979 partecipa, in gruppo con Franco Pacini, Riccardo tesi ed Alberto Balia, all'ottavo folkfestival che si tiene a Lenzburg (Canton Argovia, Svizzera) nei giorni 23 e 24 giugno. Nel loro intervento del 23 giugno, Caterina canta La Violina. L'anatra e, all'interno di una sequenza di canti, Nel mezzo del cammin di nostra vita. Maria la stava in casa, Tutti quanti gli arboscelli, O capoccia del podere, vari canti di mietitura, O rondinella e Il tampistone. Nel luglio dello stesso anno partecipa, con la stessa formazione, al primo folkfestival del Friuli Fieste di chènti (festival che dalla sesta edizione del 1984 si sarebbe definitivamente chiamato Folkest). Sempre dello stesso anno (unica eccezione alla prolungata assenza di Caterina Bueno in Rai) è la partecipazione alla prima e alla sesta puntata (trasmesse da Rai TV 2 il 27 maggio e l'8 luglio) della trasmissione E noi qua incontro cantato con Otello Profazio e Nanni Svampa. Nel 1980 è il soggetto del documentario Il tempo e la memoria di Frédéric Rossif. Nel 1981 Rossif inserisce, all'interno del suo documentario Toscana – L'ora che volge al desio, trasmesso dalla Rai nel 1983, una bella ripresa controluce dove Caterina Bueno canta Maremma amara. Nel 1986 partecipa nuovamente al Folkest a San Daniele nel Friuli. Nel 1988 partecipa, come ospite fissa e con un concerto, al quinto meeting anticlericale che si tiene dal 19 al 21 agosto presso la rocca malatestiana di Fano. Anche nel 1989, dal 18 al 20 agosto, partecipa al meeting anticlericale di Fano.
Nel 1995 si esibisce nuovamente con Francesco De Gregori a Roma: l'occasione è una raccolta di fondi per salvare il Folkstudio, cui aderiscono anche altri cantanti, come Giovanna Marini, Mimmo Locasciulli, Claudio Lolli e Paolo Pietrangeli. Tutti insieme al termine del concerto eseguono un canto anarchico: gli stornelli d'esilio di Pietro Gori meglio noti come Nostra patria è il mondo intero. Nel 1997 pubblica il CD Canti di Maremma e d'anarchia, raccolta di brani registrati nella prima metà degli anni novanta, accompagnata dai musicisti Andrea Degl'Innocenti, Maurizio Geri, Jamie Marie Lazzara e Valentino Santagati con l'eccezione di due brani: una registrazione originale e un brano registrato nel 1979, accompagnata da Franco Pacini, Riccardo Tesi, Daniele Andriola e Pietro Vismara. Il CD, prodotto con la collaborazione del Folkstudio e realizzato negli studi EMA Records di Fibbiana, viene distribuito come supplemento del numero 29 del settimanale Avvenimenti. Nel 1998, accompagnata dai musicisti Daniele Andriola, Andrea Degl'Innocenti, Mimmo Epifani, Maurizio Geri, Jamie Marie Lazzara e Valentino Santagàti, pubblica Caterina Bueno in spettacolo canzoni paradossali e storie popolari di dolente attualità, edizione limitata fuori commercio a cura dell'assessorato alla cultura della provincia di Siena e della cooperativa teatro povero di Monticchiello.
Lo stesso CD viene messo in commercio nel 2001 col titolo Caterina Bueno dal vivo, arricchito da una bella dedica di Antonio Tabucchi. Nel 2001, all'interno della decima edizione di Visionaria, il 6 novembre, presso il Teatro dei Rozzi di Siena, va in scena col recital video-musicale La donnina che semina il grano. Nel 2003 è ospite delle Lezioni di indisciplina ovvero La morte del denaro e Pensiero e gesto nell'arte e nell'economia, di Michelangelo Jr. e Pierangelo Dacrema e moderate da Philippe Daverio, nelle sessioni del 16 marzo presso l'aula magna della facoltà di economia dell'Università La Sapienza di Roma e del 26 maggio presso il Teatro Strehler di Milano. Nel 2004, all'interno della Festa Nazionale de l'Unità di Genova, il 29 agosto partecipa al concerto Macchie di Rosso. All'evento, presentato da Toni Jop e Gianni Borgna, partecipano Mariano De Simone, Fausto Amodei, Rudi Assuntino, Caterina Bueno, Gualtiero Bertelli, Ivan Della Mea, Claudio Cormio, Lucilla Galeazzi e i Modena City Ramblers. Il concerto viene trasmesso integralmente in diretta satellitare. Il 24 e 25 settembre gli stessi vecchi compagni di viaggio si incontrano di nuovo in Piazza dei Coronari a Roma per il concerto in due parti Note di Rosso. Vi partecipano, sempre presentati da Toni Jop, nella prima serata Ivan Della Mea, Paolo Pietrangeli, Giovanna Marini, Franco Fabbri, Paolo Ciarchi, Caterina Bueno e Bianca Giovannini, nella seconda serata Fausto Amodei, Leoncarlo Settimelli, Gualtiero Bertelli, Alberto D'Amico, Rudi Assuntino, Lucilla Galeazzi e i Modena City Ramblers. Vivandiere dell'evento è il trasformista Dominot, vecchio amico di Caterina.
Lo stesso anno partecipa al film documentario di Luca Pastore I dischi del sole, che viene presentato il 27 novembre all'interno della 45ª edizione del Festival dei Popoli. Oltre ad alcune parti girate il 30 maggio al podere Campicozzoli (nel comune di Pontassieve - Firenze), a Caterina è dedicata una parte del documentario girata, poco prima che i restauri cancellassero per sempre le scritte dalle pareti delle celle, all'interno del carcere fiorentino delle Murate. Nel 2005, alla presenza del professor Maurizio Agamennone riceve, a Pistoia, il riconoscimento "Tradizioni ed oltre". Il 2 settembre dello stesso anno tiene un concerto all'interno della 2ª Vetrina dell'Editoria Anarchica e Libertaria. Con la sua scomparsa, al solenne impegno di partecipare anche all'edizione successiva del settembre del 2007, ottempereranno i suoi musicisti con l'aiuto di tanti compagni di viaggio. Nel 2006 la Warner (detentrice del catalogo Fonit Cetra) pubblica un doppio cd contenente i tre vinili incisi per la Fonit Cetra Eran tre falciatori, Se vi assiste la memoria e Il trenino della "leggera". L'ascolto di questa ristampa riaccende l'interesse dei media sul lavoro di Caterina Bueno. Difatti il 4 febbraio la trasmissione Notturno italiano curata da Rai International trasmette in proposito una lunga intervista in diretta di Giuseppe Vota a Caterina Bueno.
Nello stesso anno il Comune di Firenze le conferisce il “Fiorino d'oro”, la massima onorificenza che la città attribuisce a personalità che abbiano rappresentato in maniera originale e significativa la cultura fiorentina e toscana in Italia e nel mondo. La cerimonia si tiene il 16 maggio 2006 nel Saloncino del Teatro della Pergola. In quell'occasione, a rendere omaggio a Caterina, oltre al sindaco e le chiarine del comune di Firenze e un folto pubblico, sono presenti Sergio Staino, Nino Filastò, Maurizio Agamennone, Altamante Logli, Gianna Nannini e i suonatori dell'associazione culturale "La leggera". Caterina, come ringraziamento per l'onorificenza ricevuta, offre al pubblico, accompagnata da Jamie Marie Lazzara, Samuele Venturin, Saverio Damiani e Giovanni Bartolomei un breve spettacolo di canti toscani "debitamente contestualizzati", come esempio del suo "lavoro". L'8 agosto 2006 il Consiglio del Comune di San Marcello Pistoiese le conferisce la cittadinanza onoraria, con cerimonia ufficiale all'interno della manifestazione "Sentieri acustici" del 23 agosto 2006. Il primo settembre 2006, tiene il suo ultimo concerto pubblico a San Giuliano Terme. Nel 2007 esce il cd "Dal vivo / live - Firenze 1975", dalla registrazione di un coinvolgente spettacolo, tenuto insieme al "Coro degli Etruschi" del grande Morbello Vergari, presso l'Auditorium del Centro FLOG di Firenze il 25 novembre 1975, che riceve una presentazione postuma il 22 novembre 2007 presso il Palagio di Parte Guelfa a Firenze.

### Morte
La sua improvvisa morte avviene prematuramente a Firenze il 16 luglio 2007 dopo una breve malattia. Riposa nel cimitero fiorentino di Monteripaldi.

## Discografia

### Personale

#### EP (33 giri formato 17 cm)
- 1964 - La brunettina - Canzoni, rispetti e stornelli toscani (I dischi del sole, DS 22) - Brani: Tutti mi dicon ch'io canti / La brunettina (Canto della Mea) / Stornelli mugellani / Canto del Maggio / Cade l'uliva / Ninna nanna / Mamma, fammi la pappa.

#### 33 giri
- 1968 - La veglia (I dischi del sole, DS 155/57/CL) - Brani: Dove tu te ne vai / Ballo delle Fondaccine / La Mea / Ninna nanna al mio ciocione / Lamento del carbonaro / Dondo dondo / Mamma mamma mi sento un gran male / E cinquecento catenelle d'oro / Cade l'uliva / Maggio di Roselle / Lamento del contadino / Battan l'otto. Edito anche su musicassetta (DS MC/12). Riedito su musicassetta nel 1989 (Ala Bianca, 64 7930254) e su CD nel 2004 (Ala Bianca, BR 128553732-2)
- 1969 - La Toscana di Caterina (Tank Records, MTG 8010) - Brani: E di casa buonasera / È la mi mamma / Morina se ritorni da Firenze / Storia di Rodolfo Foscati / Vola colomba vola / Ricca di robe / Bista / Fate la ninna nanna / Quando ti dei l'addio / Sono andati tutti via / Batton le sette e mezzo / Diarsera posi un giglio / Storia di Pasquino / La malcontenta.
- 1970 - In giro per la Toscana (Amico, ZMKF 55033). Stessi brani di La Toscana di Caterina (1969). Nel 1972 distribuito dalla RCA S.p.A. anche su nastro Stereo8 (ZX8F 55033)
- 1973 - Eran tre falciatori (Fonit Cetra, LPP 217 - album n.18 della collana folk) - Brani: Eran tre falciatori / Logiardo / Grano grano / Eccolo maggio / Mamma non mi manda' fori la sera / Contrasto tra l'aristocratica e la plebea sulla guerra di Tripoli / La befana giù in cantina / Lamento del carbonaro / Storia del grillo e della formica / San Piero / Interrogatorio di Caserio / Italia bella mostrati gentile.
- 1974 - Se vi assiste la memoria (Fonit Cetra, LPP 263 - album n.28 della collana folk) - Brani: Il capitan de' Neri / Dal carnevale di Bibbiena: Ballo delle Fondaccine e Fuga della Mea / Tirallà / Storia della Cecilia / Stornelli aretini / Il figlio di Sbiloncolo di Valle / Rispetti: Colombo che sul poggio sei volato, E se sapessi che il mio amor sentisse, O sol che te ne vai e Maremma amara / Storia di Rodolfo Foscati / Storia di Licio Nencetti, partigiano. Nel 1975 pubblicato anche su musicassetta nella collana Music Parade Cetra (MP 572)
- 1976 - Il trenino della "Leggera" (Fonit Cetra, LPP 302 - album n.45 della collana folk) - Brani: Va su quel poggio e piega quella rama / La Dea la fa il bucato / Quattro stanghe son quattro pinecche / Ninna nanna il mio ciocione / Bella una serpe con le spoglie d'oro / La donnina che semina il grano / Mia bella mora / Poveri soldatini / Bruscello del 1900 / Senti Pasquale / Trescone / Mamma vo' prender moglie / C'era una vecchia che l'andava di trotto / Senti Beppino / Sta su Lazzaro, che fai? / La "Leggera".

#### 45 giri
- 1976 - Italia bella mostrati gentile / La "Leggera" (sigla dell'omonima trasmissione TV) (Fonit Cetra, SP 1631).

#### CD
- 1997 - Canti di maremma e d'anarchia (Libera Informazione Editrice - Supplemento al nº 29 del settimanale Avvenimenti, A 432997) - Brani: La donna lombarda / La Violina / La Maremma / Il Sirio / Maria la stava in casa / Storia del 107 / Ninna nanna di Barberino / Fagioli 'olle 'otenne / Ecco l'aprile (cantano Mario Gigli e Nada Guerrin - registrazione originale) / Viva il coraggio / Le streghe di Bargazza.
- 1998 - Caterina Bueno in spettacolo canzoni paradossali e storie popolari di dolente attualità (Supreme) - Brani: Il Maschio di Volterra (La storia del processo Batacchi) / Fa' debito / Il trenino che parte e va / Il Toro di Massalto / Lasciali fare, gli rompi le zampine / Avevo un cavallino /  Stornelli d'esilio di Pietro Gori / Storia del grillo e della formica / La leggera delle donne / La canzone dell'anatra / Tu mi garbavi tanto (Il tango di piazza Piattellina) (di Gianni Abbigliati) / Sora padrona, buongiorno a lei.
- 2001 - Caterina Bueno dal vivo (CNI). Stessi brani di Caterina Bueno in spettacolo (1998).
- 2005 - Eran tre falciatori – Se vi assiste la memoria – Il trenino della "leggera" (doppio cd) (Warner, 5051011-0018-2-6) - Stessi brani di Eran tre falciatori (1973), Se vi assiste la memoria (1974) e Il trenino della "Leggera" (1976).
- 2007 - Dal vivo / live - Firenze 1975 Caterina Bueno e Coro degli Etruschi (Pegasus, PG-0407006) - Brani: Il permesso del Maggio* / Maggio allegro* / Eran tre falciatori / So' partito da Arcidosso* / Mamma vo' prender moglie / Siamo venuti a far la serenata* / Trescone / Pecoraio in quel poggetto* / Stornelli di Sesto* / La morte del padrone* / San Piero / Libera* / Senti Beppino / La donnina che semina il grano / Poveri soldatini / Maremma amara* / Quando lo pecoraio va in Maremma* / Son sonate le nove di Roma* / Lamento del carbonaio / Sequenza La leggera - Fa' debito - Italia bella. I brani contrassegnati da * sono eseguiti da Morbello Vergari e dal Coro degli Etruschi.
- 2015 - Caterina Bueno - Firenze 2005 Registrazione dal vivo del concerto tenuto da Caterina Bueno a Firenze il 2 settembre 2005 all'interno della 2ª Vetrina dell'Editoria Anarchica e Libertaria - CD allegato al semestrale Aparte (Fuoriposto Edizioni) anno 3 n.15 del marzo 2015 - Brani: Stornelli d'esilio di Pietro Gori / Italia bella mostrati gentile / Sta su Lazzaro-Fa' debito-Canzone del lunedì / Morte e decapitazione di Sante Caserio / Dimmi o bel giovane / Interrogatorio di Caserio-I briganti neri / Inno del battaglion Lucetti / Addio Lugano bella.
- 2020 - Caterina Bueno live - Montecatini Alto '82 bootleg - Concerto di Caterina Bueno con Alberto Balia e Maurizio Geri, registrato dal vivo a Montecatini Alto nel 1982 - Pubblicazione omaggio riservata alla campagna di crowdfunding per il film Caterina - Brani: Trescone-Senti Pasquale* / Ballo campidanese / Bergamasco / Storia delle nozze tragiche tra il grillo e la formica* / Argia / Mazurka molisana / Il lamento del carbonaro* / Tarantella maggiore-minore / Italia bella mostrati gentile* / La Valse Clog / La leggera delle donne-L'Internazionale* / Gemma d'oro / La canzone dell'anatra* / Dudduruddu-Processione-Fiuda Bagadia / Saltarello emiliano / Vien la primavera*. I brani contrassegnati da * sono cantati da Caterina Bueno.
- 2022 - Caterina Bueno - Dal vivo 1994 - Concerto di Caterina Bueno con Andrea Degl'Innocenti e Maurizio Geri, registrato dal vivo alla Festa dell'Unità di Legri (Firenze) il 24 luglio 1994 - CD allegato a Toscana folk. Periodico del Centro studi tradizioni popolari toscane anno XXVI n.27 aprile 2022 - Brani: Storia del grillo e della formica / Donna lombarda / Lamento del contadino / La leggera (Fa' debito) / La scatola d'oro / Mamma vo' prender moglie / Il naufragio del Sirio / Italia bella mostrati gentile / Speranze perdute (strumentale) / Tiritipino (Pecoraio in quel poggetto) / Lèati Geppo / Sestina contro la vecchiaia / Storia di Rodolfo Foscati / Dimmi bel giovane / Interrogatorio di Caserio / Stornelli d'esilio / Ninna nanna al mio ciocione / Fra il Diciannove e l'anno Venti / Fagioli con le cotenne /  Sora Padrona / Dai monti di Sarzana. Il brano La scatola d'oro è cantato da Maurizio Geri.

### Presenza in spettacoli ed antologie

#### EP (33 giri formato 17 cm)
- 1964 - in Canti del lavoro 3 - (I dischi del sole, DS 29) pubblicato anche nella raccolta I canti del lavoro assieme a DS 4, DS 10, DS 37 e DS 50) canta Tutti mi dicon Maremma.
- 1964 - in Canzoni dal carcere 2 - (I dischi del sole, DS 47) canta Il mastio di Vorterra.
- 1964 - in Folclore e musica esotica - L'Europa mediterranea e balcanica - (allegato al vol. XI n.2 della Storia della Musica, Fratelli Fabbri Editori, SdM 132) canta Stornelli mugellani.
- 1965 - in Canti e inni socialisti 3 - (I dischi del sole, DS 49) canta Batton l'otto.

#### 33 giri
- 1964 - in Le canzoni di Bella ciao - (I dischi del sole, DS 101/03) del Nuovo Canzoniere Italiano canta nei pezzi corali (Bella ciao nella versione partigiana e Addio a Lugano) e, da solista, Tutti mi dicon Maremma, Stornelli mugellani e Partire partirò. Riedito su CD nel 1995 (Ala Bianca, BR 128553735-2). In Francia il disco è stato pubblicato nel 1967 dalla Harmonia Mundi col titolo Italie/Bella Ciao - chansons du peuple (HMO 30.734). Riedito su CD nel 1995 (Harmonia Mundi, HMC 190734), nel 2000 (Harmonia Mundi, HMA 195734) e nel 2019 (Harmonia Mundi, HMM 93734).
- 1966 - in Ci ragiono e canto - (I dischi del sole, DS 119/21), di Dario Fo e del Nuovo Canzoniere Italiano, selezione dello spettacolo registrata dal vivo al teatro Carignano di Torino nei giorni 16-14 aprile 1966, canta nei pezzi corali e, da solista, Ninna nanna a sette e venti, So' stato a lavora' a Montesicuro, Cade l'Uliva e Italia bella mostrati gentile. Riedito su CD nel 1996 (Ala Bianca, BR 128553745-2). In Francia il disco è stato pubblicato da Le chant du monde col titolo Italie/Les travaux & les jours (GU LDX 7 4392).
- 1966 - in folk festival 1 - Torino, 3-5 settembre 1965 - (I dischi del sole, DS 125/27/CL) canta Le maledizioni.
- 1968 - in Addio Lugano bella - Antologia della canzone anarchica in Italia - (I dischi del sole, DS 152/54/CL, edito anche nel cofanetto Antologia italiana del canto popolare - Gli anarchici - I socialisti - I comunisti assieme a DS 158/60/CL e DS 161/63/CL e su musicassetta, DS mc/3), canta Le quattro stagioni. Riedito su CD nel 1996 (Ala Bianca, BR 128553748-2).
- 1968 - in Avanti popolo alla riscossa - Antologia della canzone socialista in Italia - (I dischi del sole, DS 158/60/CL, edito anche nel cofanetto Antologia italiana del canto popolare - Gli anarchici - I socialisti - I comunisti assieme a DS 152/54/CL e DS 161/63/CL) canta, col coro di Bella Ciao", La lega. Riedito su CD nel 1996 (Ala Bianca, BR 128553722-2).
- 1969 - in Il folk song - (allegato al n.111 de La musica moderna, Fratelli Fabbri Editori, mm-1111) canta Tutti mi dicon ch'io canti.
- 1970 - in Ci ragiono e canto n.2 - (Circolo La Comune, LC 5-6), registrazione della prima rappresentazione a Milano l'8/4/69 dell'omonimo spettacolo di Dario Fo, canta nei pezzi corali e, da solista, Ninna nanna a sette e venti, So' stato a lavora' a Montesicuro, Contrasto tra l'aristocratica e la plebea sulla guerra di Tripoli, Mare maje, Battan l'otto, Dopo otto ore (di Gualtiero Bertelli), 600 preti operai (di Dario Fo), e Uguaglianza (di Paolo Pietrangeli). Pubblicato anche come allegato al testo dello spettacolo, edito nel 1972 da Bertani Editore (FR 5-6).
- 1978 - in La donna nella tradizione popolare - (I dischi dello zodiaco, ZD 4116) canta Ninna nanna al mio ciocione
- 1978 - in Quella sera a Milano era caldo... - Antologia della canzone anarchica in Italia 2 - (I dischi del sole, DS 1099/01) canta Su fratelli pugnamo da forti. Riedito su CD nel 1996 (Ala Bianca, BR 128553749-2).
- 1979 - in Folkfestival 8. auf der Lenzburg - (Voxpop, 4018), registrazione dell'ottavo folkfestival tenutosi a Lenzburg nei giorni 23 e 24 giugno, canta Violina.
- 1982 - in Io canto gli stornelli - (allegato al n.73 della edizione riveduta de La Canzone Italiana, Gruppo Editoriale Fabbri, CI 73) canta Rispetti.
- 1982 - in Trenta giorni di nave a vapore - (allegato al n.80 della edizione riveduta de La Canzone Italiana, Gruppo Editoriale Fabbri, CI 80) canta Italia bella mostrati gentile.
- 1985 - in Italia canta - Antologia di canti e canzoni popolari - (Fonit Cetra, PL 712 (3 LP)) canta Maremma amara e Storia del grillo e della formica.

#### 45 giri
- 1965 - in Inni proletari della piazza 3 - (I dischi del sole, DS 202) assieme agli altri interpreti dello spettacolo Bella Ciao canta Addio a Lugano.

#### CD
- 1991 - in Folk Revival - (Armando Curcio Editore su licenza Ala Bianca, DCI-22) (allegato al fascicolo n.22 di Il Dizionario della Canzone Italiana a cura di Renzo Arbore, Armando Curcio Editore, edito anche su audiocassetta) canta E cinquecento catenelle d'oro.
- 1997 - in Voyage Musical - (Silex), ripubblicato nel 1998 col titolo Terres / Italie - Italy - (Auvidis), canta stornello (La leggera).
- 1998 - in Addio Lugano bella - Canti anarchici - (Ala Bianca, AP11-2) (supporto integrativo all'opera editoriale Avanti Popolo a cura dell'Istituto Ernesto de Martino) canta Su fratelli pugnamo da forti, Battan l'otto e Le quattro stagioni.
- 1998 - in Se otto ore son troppo poche - Canti sulle condizioni di lavoro tra Ottocento e Novecento - (Ala Bianca, AP09-2) (supporto integrativo all'opera editoriale Avanti Popolo a cura dell'Istituto Ernesto de Martino) canta Lamento del contadino, Tutti mi dicon Maremma e Lamento del carbonaro.
- 1999 - in Italie: Voix de femmes / Tre great ladies of Italian folk music - (Buda Musique, Musique du monde / Music from the World), canta Stornelli mugellani, Cade l'uliva e Lamento del contadino.
- 2002 - in Italia Bella mostrati gentile - Canti di migranti italiani - (Bravo Records, BR128553871-2) (a cura dell'Istituto Ernesto de Martino, Ala Bianca Publishing /Bella ciao Ed. Musicali) canta Partire partirò partir bisogna, Tutti mi dicon Maremma, So stato a lavorà a Montesicuro e Italia bella mostrati gentile.
- 2007 - in Tribù Italiche - Toscana - (EDT World Music from Italy, WM050) canta Stornelli d'esilio di Pietro Gori.
- 2010 - nella edizione scaricabile in rete di Dialetti d'Italia (doppio CD) (Warner Music Italia) canta Ninna nanna il mio ciocione. Il brano è una bonus track non presente nell'edizione pubblicata su CD.
- 2011 - in L'Italia nelle canzoni - 150 anni di storia attraverso il canto sociale e popolare - (Ala Bianca, ABR128554024-2) (a cura di Cesare Bermani con Clara Longhini) canta Italia bella mostrati gentile e Su fratelli pugnamo da forti.
- 2015 - in Vivo! - Vent'anni di musica all'Istituto Ernesto de Martino - (Istituto Ernesto de Martino, IEdM/001) canta Donna lombarda, brano registrato il 20 aprile 1996 al Teatro della Limonaia da J.P. Carradori.
- 2018 - in Ama chi ti ama – I tempi della vita cantati dalle donne - (Ala Bianca, ABR 128554193-2), doppio CD pubblicato in occasione della festa della donna 2018 con brani tratti dal catalogo de i dischi del sole, canta E cinquecento catenelle d'oro, Mamma mamma mi sento un gran male, Ninna nanna, La Mea e Tutti mi dicon Maremma.

### Registrazioni originali

#### EP (33 giri formato 17 cm)
- 1965 - in Canti del lavoro 5 - (I dischi del sole, DS 50 - pubblicato anche nella raccolta I canti del lavoro assieme a DS 4, DS 10, DS 29 e DS 37) registrazione originale effettuata da Caterina Bueno a San Giusto di Prato nel 1965 del Lamento del contadino dalla voce di Adamo Tinti.

#### 33 giri
- 1978 - in Donna Lombarda - volume primo del Nigra cantato - (archivi sonori, SdL/AS/5) registrazione originale effettuata da Caterina Bueno a Stia (Arezzo) l'8 agosto 1965 di Donna Lombarda di Lombardia dalla voce di Maria Ringressi.
- 1980 - in Toscana 1: Grosseto - Siena edito a cura della FLOG (Fonit Cetra, SU 5004) registrazioni originali effettuate da Caterina Bueno nella provincia di Grosseto: a Roselle nel gennaio 1965 (Veglia in Casa Vergari) il rispetto Tutti la chiaman mare maremma e la sequenza di stornelli da osteria Mamma non mi mandare al fornacione, E daglilo 'n altro pentulo e E da Cana a Vallerona dalla voce di Morbello Vergari e lo stornello L'acqua che vien dal mare bagna gli ornelli dalla voce di Sesto Vergari; a Istia d'Ombrone nel 1965 il canto narrativo La Cecilia dalla voce di Teresa Bigazzi Guidarelli; a Castel del Piano Giovanottin che vole prende' moglie dalle voci di Luciano Bartoli, Lido Pasqui e Alfredo Castelli; a Santa Fiora e Castel del Piano nel 1965 Sora padrona, bongiorno a lei e La montagnola dalle voci di E. Brianti, Lido Pasqui, Alfredo Castelli e un gruppo di minatori provenienti da varie zone dell'Amiata; a Santa Fiora nel 1965 Una servetta amabile dalle voci di A. Pacini, E Brianti e coro. In Sora padrona, bongiorno a lei, Caterina Bueno partecipa al bei (il tipico coro amiatino) che accompagna il canto[40].

#### audiocassette
- 1998 Nell'audiocassetta allegata al libro 'Canzuni di testa. Pasquale Scaramozzino e Domenica Cozzucoli, due musicisti popolari di San Lorenzo (Reggio Calabria)', a cura di Valentino Santagati, fotografie di Carlo Mangiola, edito dalla Associazione donne contro la mafia e la violenza di ogni tipo di Reggio Calabria, il brano B5 E colomba mi chiamau la mê patruna, canto polivocale con accompagnamento di chitarra, è stato registrato a Marina di San Lorenzo (RC) da Caterina Bueno nel 1992.

### Collaborazioni (featuring)
- 1993 - in Lu pisu di lu duluri Undici canti sulla storia del Meridione e due poesie recitate da Ignazio Buttitta a cura di Valentino Santagati e Cristiano Vavalà (libro + audiocassetta della collana Qualecultura dell'editore Jaca Book, VS001) canta con Valentino Santagati La libertà (La palummedda bianca).

### Presenza in lavori di altri artisti
- 2007 - in Pia come la canto io di Gianna Nannini, all'interno del brano Contrasto è inserito un frammento di circa 8 secondi tratto da una registrazione dal vivo (bootleg) di Caterina Bueno che canta Lasciali fare gli rompi le zampine.
- 2010 - in Sopra i tetti di Firenze - Omaggio a Caterina Bueno, 2010 Materiali Sonori di Riccardo Tesi & Maurizio Geri, sono presenti due bei frammenti di canti interpretati da Caterina Bueno: Quand'io venìo da tene (che introduce, al posto di Morina se ritorni da Firenze, la sequenza di canti d'osteria denominata La leggera delle donne - traccia 7 del primo CD) e l'incipit del canto E bene venga Maggio (traccia 1 del secondo CD). Alla realizzazione di questo disco hanno collaborato (feat.) diversi artisti (Lucilla Galeazzi, Carlo Monni, Gianna Nannini, Davide Riondino, Nada, Piero Pelù e Daniele Sepe) ma la dicitura "feat. Caterina Bueno", a indicazione di una collaborazione postuma, appare perlomeno impropria in quanto i frammenti sono tratti da registrazioni di prove della fine degli anni settanta.
- 2010 - in Ninna nanne, filastrocche e storie per bambini... di tutte le età! Canti e racconti della terra Toscana del gruppo Dal nostro canto, edito a cura dell'associazione "Le radici con le ali" in occasione della XX edizione di leggere è volare - festa del libro per ragazzi e giovani di Siena, è presente la flebile traccia fantasma di una registrazione domestica di Caterina Bueno che recita la filastrocca di Pierino Porcospino.

## Dediche, omaggi e parodie

### Dediche

#### Caterina
(Francesco De Gregori, Caterina 1982)
Nel 1982 Francesco De Gregori scrive Caterina, canzone che inserisce nel disco Titanic.
La canzone, una delle più famose del disco, è una ballata dedicata a Caterina Bueno in cui De Gregori suona l'armonica a bocca.
Nel testo, i versi «e cinquecento catenelle che si spezzano in un secondo», rimandano a un antico rispetto toscano facente parte del repertorio di Caterina Bueno: «e cinquecento catenelle d'oro / hanno legato lo tuo cuore al mio / e l'hanno fatto tanto stretto il nodo / che non si scioglierà né te né io»
Talvolta, in concerto, De Gregori cambia il verso finale «sopra i tetti di Firenze per poterti conquistare» in «per poterti consolare». Questa modifica, per ammissione di De Gregori, non piaceva a Caterina.
In un bootleg del 1994 il cantautore introduce il brano dicendo «Questa prossima che faccio adesso parla di una donna che amo, si chiama Caterina».
Dopo la morte dall'amica, De Gregori ha cantato «per poterti ricordare».
Nel 2009 il chitarrista Maurizio Geri ne canta una versione, accompagnato dall'organetto diatonico di Riccardo Tesi, pubblicata all'interno dell'album del 2010 Sopra i tetti di Firenze - Omaggio a Caterina Bueno.

#### Toponomastica
Il 22 agosto 2009 il Comune di San Marcello Pistoiese intitola, a Campo Tizzoro, una via a Caterina Bueno.
Il 22 aprile 2021, nella seduta della V commissione consiliare del Comune di Firenze, viene espresso parere favorevole alla mozione 391-21 Caterina Bueno Raccattacanzoni, mozione che impegna il Comune di Firenze a intitolare un luogo toponomastico della città di Firenze a Caterina Bueno.

### Omaggi
l'8 settembre 2007, all'interno della 3ª Vetrina dell'Editoria Anarchica e Libertaria, si tiene il concerto "Omaggio a Caterina Bueno" con i gruppi "La Leggera", "Le radici con le Ali", "La tazza di Arianna" e i musicisti di Caterina Bueno.
Il 22 maggio 2009, presso l'Istituto Ernesto De Martino, all'interno della rassegna InCanto 2009, si tiene il seminario Se ci assiste la memoria - Pensando a Caterina Bueno (con interventi di G. Gianassi, M. Agamennone, A. Bua, P. Clemente, P. De Simonis, A. Fanelli, A. Fantacci, B. Fontanella, M.E. Giusti, M. Magistralis, G. Marini, L. Pastore e S. Staino) e il Concerto-testimonianza con Alberto Balia, Giovanni Bartolomei, Dal nostro canto, La Tazza di Arianna, Jamie Maria Lazzara, Giovanna Marini, Marco Rovelli e Valentino Santagati e Piero Nissim che, per l'occasione, presenta il suo canto Bueno la Caterina. Sempre nel 2009 Sandra Boninelli dedica alla Bueno la sua canzone-dialogo Quattro passi più in là.
Nel 2010 Giovanni Bartolomei le dedica A lume spento (Ricordo di Caterina Bueno), canto in ottava rima ricalcato su A passo lento (Ricordo della montagna pistoiese) di Mario Andreini.
L'11 novembre 2009 va in scena, al Teatro dei Rozzi di Siena, Caterina Raccattacanzoni - Ragionando e cantando di Caterina Bueno, conferenza-spettacolo a cura dell'associazione Le Radici con le Ali con Alberto Balia, Giovanni Bartolomei, Jamie Marie Lazzara, Pietro Clemente, Dal Nostro Canto, La Tazza d'Arianna, Marco Rovelli, Enrico Rustici e Valentino Santagati. Il 13 dicembre dell'anno successivo, al Teatro de l'Affratellamento di Firenze, nell'ambito di "Sortirne insieme" duemiladieci anno dei mezzadri, il racconto-spettacolo va nuovamente in scena con Alberto Balia, Giovanni Bartolomei, Alfredo Camozzi, Ario Capra, Sara Ceccarelli, Pietro Clemente, Laura Cossa, Guerino Degli Esposti, Andrea Fantacci, Camilla Fantacci, Lùcia Fantacci, Alessandro Formisano, Jamie Marie Lazzara, Lucia Lorenzini, Fiorenza Mannucci, Monalda Paciotti, Marino e Sandro Severini (I Gang) e Monica Tozzi.
Il 22 agosto 2010 va in scena a Maresca, nell'ambito del Festival Sentieri Acustici, Sopra i Tetti di Firenze - Omaggio a Caterina Bueno, a cura di Riccardo Tesi e Banditaliana, uno spettacolo di personali interpretazioni dei canti toscani documentati o comunque facenti parte del repertorio di Caterina Bueno. Da quello spettacolo e dalle sue numerose repliche, scaturisce un omonimo doppio CD. Al progetto discografico partecipano Maurizio Geri, Riccardo Tesi, Lucilla Galeazzi, Claudio Carboni, Filippo Pedol, Stefano Melone, Marco Fadda e, in qualità di ospiti, Piero Pelù, Gianna Nannini, Nada, Davide Riondino, Carlo Monni, Francesca Breschi, Daniele Sepe, Custodio Castelo, Riccardo Tarlini e il Coro delle mietitrici di Scansano.
Il 20 agosto 2011, sempre a Maresca, Daniele Sepe con gli allievi degli stage di Sentieri Acustici mettono in scena uno spettacolo di rielaborazioni di canti toscani, con particolare attenzione a quelli dell'Appennino e a quelli raccolti da Caterina Bueno.
Nel 2011 Leonardo "Leo" Boni all'interno del CD Sogno toscano inciso assieme ai Coguari di Cinta, nel brano Toscana cita Caterina Bueno ed Altamante Logli.
Nel 2018 Marco Rovelli pubblica, per Squilibri editore, il cd-book "Bella una serpe con le spoglie d'oro. Omaggio a Caterina Bueno", che ripropone, mediante personali interpretazioni e arrangiamenti musicali, un percorso nel repertorio toscano di Caterina Bueno. Le canzoni del cd sono quelle messe in scena nello spettacolo di teatro-canzone "La leggera", a sua volta concepito come un omaggio a Caterina Bueno, oltreché a Carlo Monni ed a Altamante Logli.
Nel 2021 Ernesto Bassignano, all'interno di Soldati Arlecchini e Pierrot, pubblica il brano Ben venga Maggio descritto come Un inno ai cortili, ai fienili, ai covili, alle canzoni del maggio dei poeti toscani a braccio e delle indimenticabili voci di Caterina Bueno, musa del Folkstudio, e di Leoncarlo Settimelli.
Il 4 maggio 2022, in occasione della presentazione del CD del concerto dal vivo di Caterina Bueno registrato a Legri (Firenze) il 24 luglio 1994, si tiene presso il Teatro di Cestello di Firenze il Concerto per Caterina Bueno con la partecipazione de Le Cantore (Angela Batoni, Lisetta Luchini e Chiara Riondino) di Maurizio Geri e de I disertori (Andrea Fantacci, Monica Tozzi, Giovanni Bartolomei e Jamie Marie Lazzara).

### Parodie

#### Giovannini
(il conte Leonardo – Philippe Noiret)
Le bestemmie le interessano?»
(Speriamo che sia femmina, 1986)
Nel film del 1986 Speriamo che sia femmina, sceneggiato e diretto da Mario Monicelli, il personaggio del professor Giovannini, l'etnomusicologo che va in giro per la campagna toscana armato di registratore a bobine, è una palese parodia di Caterina Bueno. Il riferimento più evidente alla Caterina Raccattacanzoni sta nel canto che il professor Giovannini raccoglie, registrandolo dalla flebile voce di una vecchia inferma a letto, e che la sua fidanzata Franca (Giuliana De Sio) maldestramente cancella.
Il canto, è una versione di Mamma, fammi la pappa, uno dei primi che Caterina raccoglie e che nel 1964 incide nel suo primo disco. Riguardo al termine «pappa» è interessante il raffronto tra quanto scrive Caterina Bueno nelle note interne al disco e la spiegazione data nel film da Giovannini.
(Caterina Bueno, La brunettina - Canzoni, rispetti e stornelli toscani, 1964)
(Speriamo che sia femmina, 1986)

## Documentario
Nel 2017, a dieci anni dalla morte di Caterina Bueno, è stato lanciato il progetto di documentario Caterina. Il film, per la regia di Francesco Corsi, prodotto dalla casa di produzione Kiné in collaborazione con l'Associazione Culturale Bueno, l'Istituto Ernesto de Martino e l'Archivio del Movimento operaio e contadino in provincia di Siena, è stato completato nel 2019 ed è stato presentato in anteprima in concorso nella 60ª edizione del Festival dei popoli di Firenze. Dopo la proiezione dell'anteprima del film, avvenuta l'8 novembre 2019 presso il cinema "La Compagnia" di Firenze, i musicisti e cantanti presenti (Alberto Balia, Giovanni Bartolomei, Sabrina Collu, Andrea Fantacci, Elena Gallo, Jamie Marie Lazzara, Maurizio Geri, Valentino Santagati, Riccardo Tesi, Monica Tozzi e Samuele Venturin), introdotti da un canto in ottava rima, hanno ricordato Caterina improvvisando quattro canti del suo repertorio: La storia delle nozze tragiche tra il grillo e la formica, La leggera delle donne, Dimmi bel giovane e gli Stornelli d'esilio di Pietro Gori (Nostra patria è il mondo intero).
Il giorno successivo, al documentario, sono stati assegnati due premi: Il premio MyMovies.it – Il cinema dalla parte del pubblico per il Concorso Italiano e, dalla giuria composta da Andrea Magagnato, Martina Capaccioni e Marta Zappacosta, il Premio “Gli Imperdibili” del Concorso Italiano con la seguente motivazione: “Un film che attraverso la musica popolare si fa strada nella vita di una donna sorprendente che ci racconta Firenze e la Toscana, ma la verità è che parla al cuore di tutti. Una storia che porterà in sala i fiorentini che sono cresciuti con la sua musica, ma anche le nuove generazioni curiose di conoscere la ‘raccattacanzoni’”.
Essendo presente, tra i materiali d'archivio utilizzati nel film, il brano Maremma amara tratto dalla quarta puntata della trasmissione Enciclopedia TV mandata in onda dalla TV Svizzera il 15 gennaio 1974, la stessa emittente ha dedicato alla Bueno ed a Ginevra Di Marco la puntata del 16 febbraio 2021 della trasmissione radiofonica Intavolature e la puntata del 21 febbraio 2021 della trasmissione televisiva Paganini intitolata Caterina Bueno e la canzone popolare dove, oltre alla messa in onda integrale del film di Corsi, sempre dalla trasmissione Enciclopedia TV sono stati riproposti Cade l'uliva dalla terza puntata dell'8 gennaio 1974, il Maggio di Roselle dalla prima puntata del 24 dicembre 1973 e, durante i titoli di coda, E di casa buonasera sempre dalla prima puntata.